# ルマン・LM04C

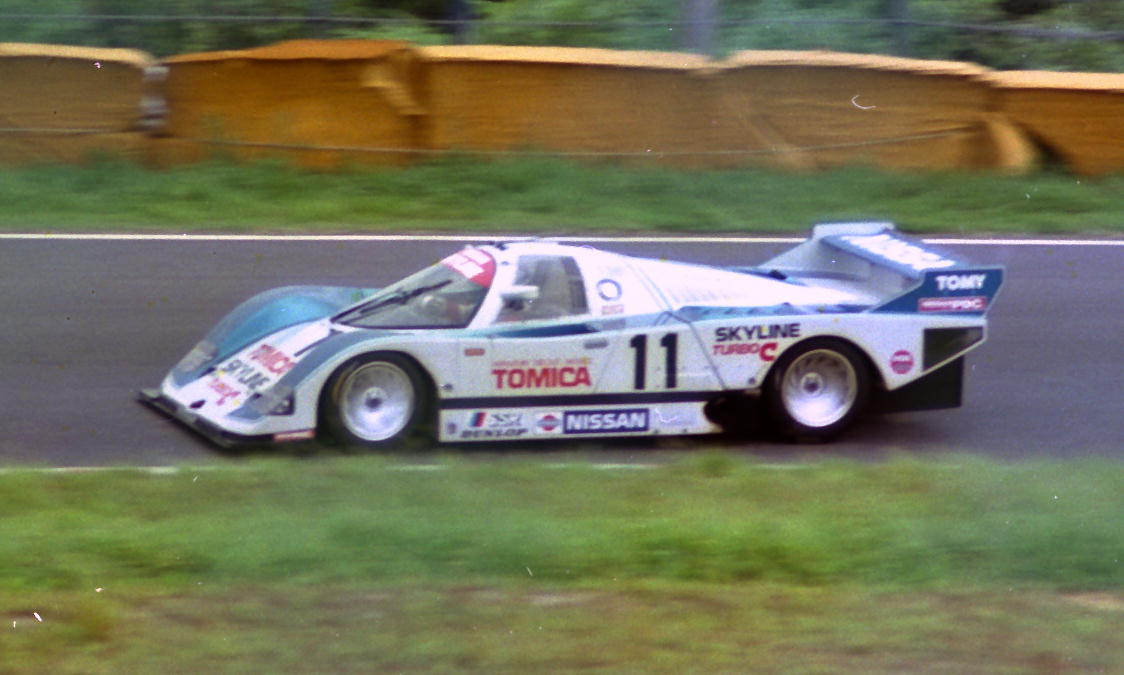
1984年8月24日、鈴鹿1000kmレース決勝を走るニッサンスカイラインターボCトミカ。

ルマン・LM04Cは、1984年全日本耐久選手権（後のJSPC）、および富士ロングディスタンスシリーズ（富士LD）参戦用にルマンガレージ（現株式会社ルマン）が開発したグループCカー。

## 概要
同社の2作目となるグループCカーである。エンジンは当初日産の2.1L 直列4気筒ターボ LZ20B型、後にFJ20型を搭載するようになった。
3台が製作され、1号車が株式会社ユーピー、2号車がハセミモータースポーツ、3号車がFJ20エンジンテスト用に日産が購入した。
デビューレースは1984年全日本耐久開幕戦鈴鹿500km。1985年第2戦富士1000kmが最後のレースとなった。最高位は1984年富士1000kmの4位（ハセミ車）。
エンジンの信頼性が著しく劣り、またシャシー剛性も低く、好成績を収めることができなかった。
なお、完全なプロトタイプレーシングカーであったが、ハセミ車は「スカイラインターボCトミカ」、1985年序盤のみ使用したセントラル20では「フェアレディZCキャノン」の名称でエントリーしていた。